# Ради сына
«Ради сына» (англ. For His Son) — американский короткометражный драматический фильм Дэвида Уорка Гриффита.

## Сюжет
Отец-врач беспокоится о благополучии своего сына и начинает заниматься производством воды, в которую добавляется кокаин. Доктор рекламирует её как победу над усталостью. В результате напиток стал успешным и сын к нему пристрастился.

## В ролях
| Актёр             | Роль      |
| ----------------- | --------- |
| Чарльз Хилл Майлз | отец      |
| Чарльз Уэст       | сын       |
| Бланш Свит        |           |
| Дороти Бернард    | секретарь |
| Альфред Пегит     |           |
| Вильям Бехтель    |           |
| Кристи Кэбэнн     |           |
| Эдвард Диллон     |           |
| Эдна Фостер       |           |
| Роберт Херрон     |           |